# Swoboda (Wieruszów)
Pour les articles homonymes, voir Swoboda.
Swoboda est une localité polonaise de la gmina de Lututów, située dans le powiat de Wieruszów en voïvodie de Łódź.